# Liste des chansons interprétées par Elvis Presley

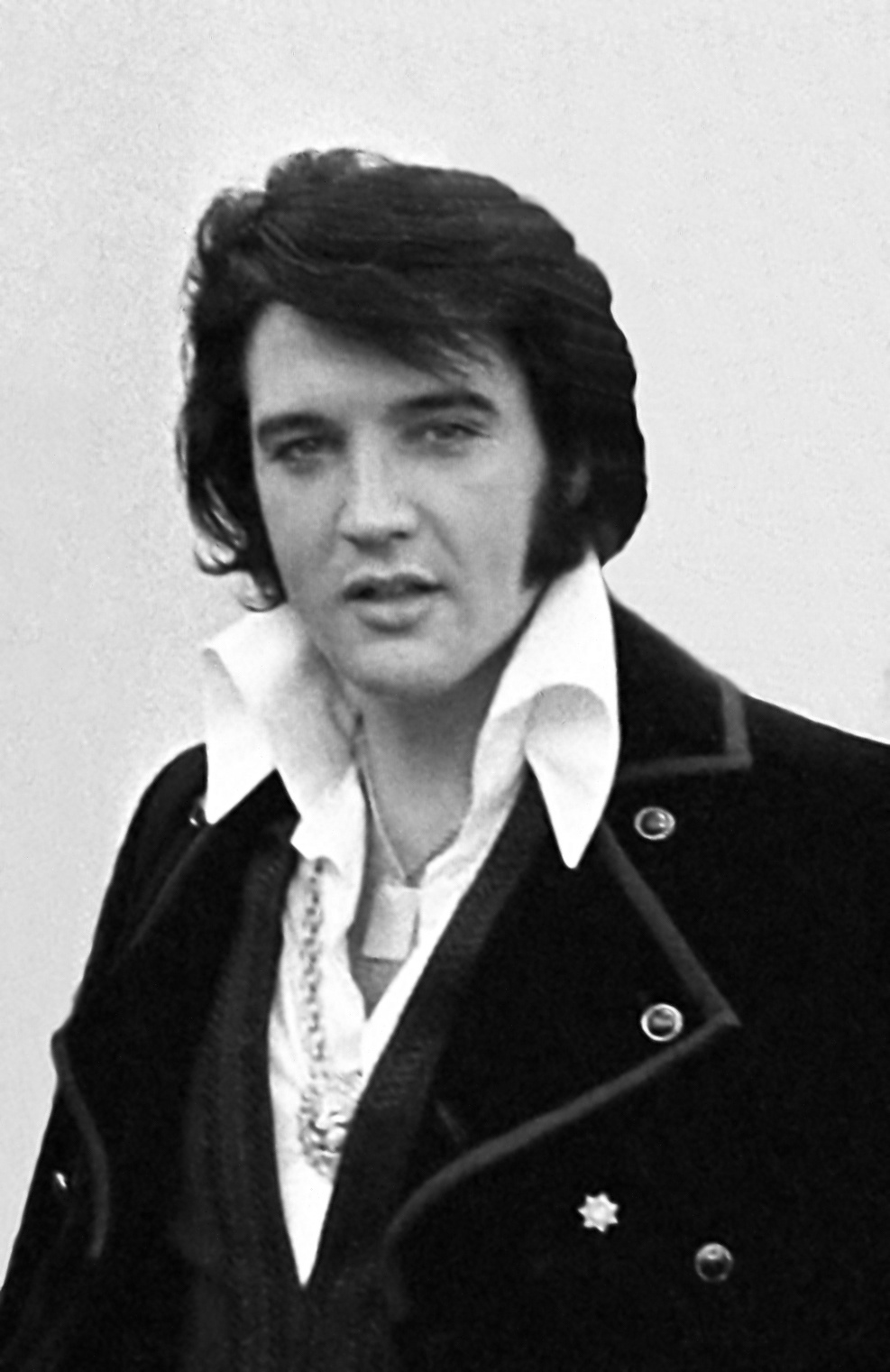
Elvis Presley.

Liste complète des enregistrements des 854 chansons interprétées par Elvis Presley durant sa carrière entre 1953 et 1977 :
- Haut – A
- B
- C
- D
- E
- F
- G
- H
- I
- J
- K
- L
- M
- N
- O
- P
- Q
- R
- S
- T
- U
- V
- W
- X
- Y
- Z

## A
- A Big Hunk o' Love
- A Boy Like Me, a Girl Like You
- A Cane and a High Starched Collar
- A Dog's Life
- A Fool Such as I
- A House That Has Everything
- A Hundred Years from Now
- A Little Bit of Green
- A Little Less Conversation
- A Mess of Blues
- A Thing Called Love
- A Whistling Tune
- A World of Our Own
- Adam And Evil
- After Loving You
- Ain't That Loving You Baby
- All I Needed Was the Rain
- All Shook Up
- All That I Am
- Alla en el Rancho Grande
- Almost
- Almost Always True
- Almost in Love
- Aloha Oe
- Alright, Okay, You Win
- Always on My Mind
- Am I Ready
- Amazing Grace
- Amen
- America the Beautiful
- An American Trilogy
- An Evening Prayer
- And I Love You So
- And the Grass Won't Pay No Mind
- Angel
- Animal Instinct
- Any Day Now
- Any Way You Want Me (That's How I Will Be)
- Anyone (Could Fall in Love With You)
- Anyplace Is Paradise
- Anything That's Part of You
- Apron Strings
- Are You Lonesome Tonight?
- Are You Sincere
- As Long As I Have You
- As We Travel Along the Jericho Road
- Ask Me
- At the Hop
- Aubrey
- Auld Lang Syne
- Ave Maria (Bach/Bernard/Gounod)

## B
- (You're So Square) Baby I Don't Care
- Baby If You'll Give Me All Your Love
- Baby Let's Play House
- Baby What You Want Me To Do
- Barefoot Ballad
- Beach Boy Blues
- Beach Shack
- Because Of Love
- Beginner's Luck
- Beyond the Bend
- Beyond the Reef
- Big Boots
- Big Boss Man
- A Big Hunk O'Love
- Big Love, Big Heartache
- Bitter They Are, Harder They Fall
- Blessed Jesus (Hold My Hand)
- Blowin' in the Wind
- Blue Christmas
- Blue Eyes Crying in the Rain
- Blue Hawaii
- Blue Moon
- Blue Moon of Kentucky
- Blue River
- Blue Suede Shoes
- Blueberry Hill
- Bosom of Abraham
- Bossa Nova Baby
- A Boy Like Me, a Girl Like You
- Bridge Over Troubled Water
- Bringin' It Back
- Britches
- Brown Eyed Handsome Man
- The Bullfighter Was a Lady
- Burning Love
- By and By

## C
- A Cane and a High Starched Collar
- Can't Help Falling in Love
- Carny Town
- Catchin' on Fast
- The Cattle Call
- Change of Habit
- Charro!
- Chesay
- Cindy, Cindy
- City By Night
- Clambake
- Clean Up Your Own Backyard
- C'mon Everybody
- Columbus Stockade Blues
- Come Along
- Come What May
- Confidence
- Cotton Candy Land
- Cotton Fields
- Could I Fall in Love
- Crawfish
- Crazy Arms
- Cross My Heart and Hope to Die
- Crying in the Chapel
- Crying Time

## D
- Dainty Little Moon Beams
- Danny
- Danny Boy
- Dark Moon
- Datin'
- Delilah
- Detroit City
- (You're the) Devil in Disguise
- Didja' Ever
- Dirty, Dirty Feeling
- Dixieland Rock
- Do Not Disturb
- Do the Clam
- Do the Vega
- Do You Know Who I Am
- A Dog's Life
- Doin' the Best I Can
- Dominic
- Doncha' Think It's Time
- Don't
- Don't Ask Me Why
- Don't Be Cruel
- Don't Cry Daddy
- Don't Forbid Me
- Don't It Make You Wanna Go Home
- Don't Leave Me Now
- Don't Think Twice, It's All Right
- Double Trouble
- Down by the Riverside
- Down in the Alley
- Drums of the Islands

## E
- Early Morning Rain
- Earth Angel
- Earth Boy
- Easy Come, Easy Go
- (Such An) Easy Question
- Echoes Of Love
- Edge Of Reality
- El Paso
- El Toro
- Everybody Come Aboard
- Everybody Loves Somebody
- An Evening Prayer
- The Eyes of Texas

## F
- Faded Love
- The Fair's Moving On
- Fairytale
- Fame and Fortune
- Farther Along
- Fever
- Find Out What's Happening
- Finders Keepers, Losers Weepers
- First in Line
- The First Noel
- The First Time Ever I Saw Your Face
- Five Sleepy Heads
- Flaming Star
- Flip, Flop and Fly
- Flowers on the Wall
- Follow That Dream
- Folsom Prison Blues
- Fool
- The Fool
- Fool, Fool, Fool
- (Now and Then There's) A Fool Such as I
- Fools Fall in Love
- Fools Rush in (Where Angels Fear to Thread)
- (That's What You Get) for Lovin' Me
- For Ol' Times Sake
- For the Good Times
- For the Heart
- For the Millionth and the Last Time
- Forget Me Never
- Fort Lauderdale Chamber Of Commerce
- Fountain of Love
- Frankfort Special
- Frankie and Johnny
- Froggy Went A-Courtin
- From a Jack to a King
- Fun in Acapulco
- Funny How Time Slips Away

## G
- G.I. Blues
- Gentle on My Mind
- Gently
- Get Back
- Ghost Riders in the Sky
- Girl Happy
- The Girl I Never Loved
- Girl Next Door Went A' Walking
- Girl of Mine
- The Girl of My Best Friend
- Girls! Girls! Girls!
- Give Me the Right
- Go East, Young Man
- Goin' Home
- Golden Coins
- Gonna Get Back Home Somehow
- Good Luck Charm
- Good Rockin' Tonight
- Good Time Charlie's Got the Blues
- Got a Lot o' Livin' to Do
- Got My Mojo Working
- Green, Green Grass of Home
- Guadalajara
- Guitar Man

## H
- Hands Off
- Happy Day
- Happy Ending
- Happy, Happy Birthday Baby
- Happy Birthday to You
- Harbor Lights
- Hard Headed Woman
- Hard Knocks
- Hard Luck
- Harem Holiday
- Havah Nagilah
- Have a Happy
- Have I Told You Lately That I Love You
- Hawaiian Sunset
- Hawaiian Wedding Song
- He
- He Is My Everything
- He Knows Just What I Need
- He Touched Me
- Heart Of Rome
- Hearts Of Stone
- Heartbreak Hotel
- He'll Have To Go
- Help Me
- Help Me Make It Through the Night
- Here Comes Santa Claus
- He's Your Uncle Not Your Dad
- Hey, Hey, Hey
- Hey Jude
- Hey Little Girl
- Hi-Heel Sneakers
- Hide Thou Me
- His Hand in Mine
- (Marie's the Name) His Latest Flame
- Holly Leaves And Christmas Trees
- Home Is Where the Heart Is
- Hot Dog
- Hound Dog
- A House Of Sand
- A House That Has Everythng
- How Can You Lose What You Never Had
- How Do You Think I Feel
- How Great Thou Art
- How the Web Was Woven
- How Would You Like to Be
- How's the World Treating You
- A Hundred Years from Now
- Hurt
- Husky, Dusky Day

## I
- I Apoligize
- I Beg of You
- I Believe
- I Believe in the Man in the Sky
- I Can Help
- I Can't Help It (If I'm Still in Love with You)
- I Can't Stop Loving You
- I Didn't Make It on Playing Guitar
- I Don't Care If the Sun Don't Shine
- I Don't Wanna Be Tied
- I Don't Want To
- I Feel So Bad
- I Feel That I've Known You Forever
- I Forgot to Remember to Forget
- I Got a Feeling in My Body
- I Got a Woman
- I Got Lucky
- I Got Stung
- I Gotta Know
- I Hear a Sweet Voice Calling
- I, John
- I Just Can't Help Believin'
- I Just Can't Make It By Myself
- I Love Only One Girl
- I Love You Because
- I Met Her Today
- I Miss You
- I Need Somebody To Lean On
- I Need You So
- I Need Your Love Tonight
- I Need Your Loving (Everyday)
- I Really Don't Want To Know
- I Shall Be Released
- I Shall Not Be Moved
- I Slipped, I Stumbled, I Fell
- I Think I'm Gonna Like It Here
- I Understand
- I Walk the Line
- I Want to Be Free
- I Want You, I Need You, I Love You
- I Want You with Me
- I Was Born About Ten Thousand Years Ago
- I Was the One
- I Washed My Hands in Muddy Water
- I Will Be Home Again
- I Will Be True
- I Wonder, I Wonder, I Wonder
- If Every Day Was Like Christmas
- If I Can Dream
- If I Get Home on Christmas Day
- If I Loved You
- If I Were You
- If I'm a Fool (for Loving You)
- If That Isn't Love
- If the Lord Wasn't Walking by My Side
- If We Never Meet Again
- If You Don't Come Back
- If You Love Me (Let Me Know)
- If You Talk in Your Sleep
- If You Think I Don't Need You
- If You Wanna Be My Lover
- I'll Be Back
- I'll Be Home for Christmas
- I'll Be Home on Christmas Day
- I'll Be There
- I'll Hold You in My Heart (Till I Can Hold You in My Arms)
- I'll Never Fall in Love Again
- I'll Never Know
- I'll Never Let You Go (Little Darlin')
- I'll Never Stand in Your Way
- I'll Remember You
- I'll Take Love
- I'll Take You Home Again, Kathleen
- I'm a Roustabout
- I'm Beginning to Forget You
- I'm Comin' Home
- I'm Counting on You
- I'm Falling in Love Tonight
- I'm Gonna Bid My Blues Goodbye
- I'm Gonna Sit Right Down And Cry (Over You)
- I'm Gonna Walk Dem Golden Stairs
- I'm Leavin'
- I'm Leaving It All Up to You
- I'm Left, You're Right, She's Gone
- I'm Movin' On
- I'm Not the Marrying Kind
- I'm So Lonesome I Could Cry
- I'm with the Crowd But So Alone
- I'm Yours
- The Impossible Dream (The Quest)
- In My Father's House
- In My Way
- In the Garden
- In the Ghetto
- In Your Arms
- Indescribably Blue
- Inherit the Wind
- Is It So Strange
- Island of Love (Kauai)
- It Ain't No Big Thing (But It's Growing)
- It Feels So Right
- It Hurts Me
- It Is No Secret (What God Can Do)
- It Keeps Right On A-Hurtin'
- It Won't Be Long
- It Won't Seem Like Christmas (Without You)
- Ito Eats
- It's a Matter of Time
- It's a Sin
- It's a Sin To Tell a Lie
- It's a Wonderful World
- It's Been So Long Darling
- It's Carnival Time
- It's Different Now
- It's Easy for You
- It's Impossible
- It's Midnight
- It's Nice to Go Traveling
- It's Now or Never
- It's Only Love
- It's Over
- It's Still Here
- It's Your Baby, You Rock It
- I've Got a Thing About You Baby
- I've Got Confidence
- I've Got to Find My Baby
- I've Lost You

## J
- Jailhouse Rock
- Jambalaya
- Jesus  Knows What I Need
- Jesus Walked That Lonesome Valley
- Johnny B. Goode
- Joshua Fit the Battle
- Judy
- Just a Closer Walk with Thee
- Just a Little Bit
- Just a Little Talk with Jesus
- Just Because
- Just Call Me Lonesome
- Just for Old Time's Sake
- Just Pretend
- Just Tell Her Jim Said Hello

## K
- Keep Your Hands Off of It
- Keeper of the Key
- Kentucky Rain
- King Creole
- King of the Whole Wide World
- Kismet
- Kiss Me Quick
- Kissin' Cousins
- Kissin' Cousins No. 2
- Known Only to Him
- Ku-U-I-Po

## L
- The Lady Loves Me
- Lady Madonna
- The Last Farewell
- Lawdy, Miss Clawdy
- Lead Me, Guide Me
- Let It Be Me (Je t'appartiens)
- Let Me
- Let Me Be the One
- Let Me Be There
- Let Us Pray
- Let Yourself Go
- Let's Be Friends
- Let's Forget About the Stars
- Life
- Like a Baby
- Listen to the Bells
- A Little Bit of Green
- Little Cabin on the Hill
- Little Darlin'
- Little Egypt (Ying-Yang)
- A Little Less Conversation
- Little Mama
- Little Sister
- Lonely Man
- Lonesome Cowboy
- Long Black Limousine
- Long Legged Girl (with the Short Dress On)
- (It's a) Long Lonely Highway
- Long Tall Sally
- Look out Broadway
- The Lord's Prayer
- Love Coming Down
- Love Letters
- The Love Machine
- Love Me
- Love Me, Love the Life I Lead
- Love Me Tender
- Love Me Tonight
- Love Song of the Year
- Lover Doll
- Loving Arms
- Loving You
- Lovely Mamie

## M
- MacArthur Park
- Make Believe
- Make Me Know It
- Make the World Go Away
- Mama
- Mama Don't Dance
- Mama Liked the Roses
- Mansion over the Hilltop
- Marguerita
- Mary in the Morning
- Maybellene
- Mean Woman Blues
- The Meanest Girl in Town
- Memories
- Memphis, Tennessee
- Men With Broken Hearts
- Merry Christmas Baby
- A Mess Of Blues
- Mexicali Rose
- Mexico
- The Mickey Mouse Club March
- Milkcow Blues Boogie
- Milky White Way
- Mine
- Miracle of the Rosary
- Mirage
- Mona Lisa
- Money Honey
- Moody Blue
- Moonlight Swim
- More
- The Most Beautiful Girl
- Mother-in-Law
- Mr. Songman
- Must Jesus Bear the Cross Alone
- My Babe
- My Baby Left Me
- My Boy
- My Country, 'Tis of Thee
- My Desert Serenade
- My Happiness
- My Little Friend
- My Way
- My Wish Came True
- Mystery Train

## N
- Nearer My God to Thee
- Never Again
- Never Been to Spain
- Never Ending
- Never Say Yes
- New Orleans
- The Next Step Is Love
- Night Life
- Night Rider
- No More (version anglaise de La Paloma)
- (There's) No Room to Rhumba in a Sports Car
- Nothingville

## O
- O Come, All Ye Faithful
- O Little Town of Bethlehem
- 'O sole mio
- Ode to Billie Joe
- Oh Happy Day (« Traditional »)
- Oh Happy Day (Koplow)
- Oh How I Love Jesus
- Old McDonald
- Old Shep
- On a Snowy Christmas Night
- On Top of Old Smokey
- Once Is Enough
- One Boy, Two Little Girls
- One Broken Heart for Sale
- One Night
- One Night of Sin
- One Sided Love Affair
- One Track Heart
- Only Believe
- Only the Lonely
- Only the Strong Survive
- Only You
- Out of Sight, Out of Mind
- Over the Rainbow

## P
- Padre
- Paradise Hawaiian Style
- Paralyzed
- Party
- Patch It Up
- (There'll Be) Peace in the Valley (for Me)
- Petunia the Gardener's Daughter
- Pieces of My Life
- Plantation Rock
- Playing for Keeps
- Please Don't Drag That String Around
- Please Don't Stop Loving Me
- Pledging My Love
- Pocketful Of Rainbows
- Poison Ivy League
- Polk Salad Annie
- Poor Boy
- Poor Man's Gold
- Portrait Of My Love
- Power of My Love
- Promised Land
- Proud Mary
- Puppet on a String
- Put the Blame on Me
- Put Your Hand in the Hand

## Q
- Que Sera, Sera
- Queenie Wahine's Papaya

## R
- Rags to Riches
- Raised on Rock
- Reach Out to Jesus
- Ready Teddy
- Reconsider Baby
- Relax
- Release Me
- Return to Sender
- Riding The Rainbow
- Rip It Up
- Rock-A-Hula Baby
- Rocky Top
- Roses Are Red
- Roustabout
- Rubberneckin'
- Run On
- Runaway
- Running Scared

## S
- San Antonio Rose
- Sand Castles
- Santa Bring My Baby Back (To Me)
- Santa Claus Is Back in Town
- Santa Lucia
- Satisfied
- Save the Last Dance
- Saved
- Scratch My Back
- See See Rider
- Seeing Is Believing
- Send Me Some Lovin'
- Sentimental Me
- Separate Ways
- Shake a Hand
- Shake, Rattle and Roll
- Shake That Tambourine
- She Thinks I Still Care
- She Wears My Ring
- She's a Machine
- She's Not You
- Shoppin' Around
- Shout It Out
- Show Me Thy Ways, O Lord
- Signs of the Zodiac
- Silent Night
- Silver Bells
- Sing You Children
- Singing Tree
- Slicin' Sand
- Slowly but Surely
- Smokey Mountain Boy
- Smorgasbord
- Snowbird
- So Close, Yet So Far (From Paradise)
- So Glad You're Mine
- So High
- Softly and Tenderly
- Softly as I Leave You
- Soldier Boy
- Solitaire
- Somebody Bigger Than You And I
- Something
- Something Blue
- Song of the Shrimp
- Sound Advice
- The Sound of Your Cry
- South of the Border
- Spanish Eyes
- Speedway
- Spinout
- Spring Fever
- Stagger Lee
- Stand by Me
- Startin' Tonight
- Starting Today
- Stay Away
- Stay Away, Joe
- Steadfast, Loyal And True
- Steamroller Blues
- Steppin' Out of Line
- Stop, Look And Listen
- Stop Where You Are
- Stranger in My Own Home Town
- Stranger in the Crowd
- Stuck on You
- Such a Night
- Summer Kisses, Winter Tears
- Summertime Is Past And Gone
- Suppose
- Surrender
- Susan When She Tried
- Suspicion
- Suspicious Minds
- Suzie Q
- Sweet Angeline
- Sweet Caroline
- Sweet Inspiration
- Sweet Lelani
- Sweetheart You Done Me Wrong
- Swing Down Sweet Chariot
- Sylvia

## T
- T-R-O-U-B-L-E
- Take Good Care of Her
- Take Me to the Fair
- Take My Hand, Precious Lord
- Take These Chains from My Heart
- Talk About the Good Times
- (Let Me Be Your) Teddy Bear
- Tell Me Why
- Tender Feeling
- Tennessee Waltz
- Thanks to the Rolling Sea
- That's All Right
- That's Amore
- That's My Desire
- That's Someone You Never Forget
- That's When Your Heartaches Begin
- There Ain't Nothing like a Song
- There Goes My Everything
- There Is No God But God
- There's a Brand New Day on the Horizon
- There's a Honky Tonk Angel (Who Will Take Me Back In)
- There's Always Me
- There's Gold in the Mountains
- There's No Place like Home
- There's No Tomorrow
- There's So Much World to See
- They Remind Me Too Much of You
- A Thing Called Love
- Thinking About You
- This Is Living
- This Is My Heaven
- This Is Our Dance
- This Is the Story
- This Time
- This Train
- Time Has Made a Change in Me
- Tip-Toe Through the Tulips with Me
- Three Corn Patches
- The Thrill of Your Love
- Tiger Man
- Today, Tomorrow and Forever
- Tomorrow Is a Long Time
- Tomorrow Never Comes
- Tomorrow Night
- Tonight Carmen
- Tonight Is So Right for Love
- Tonight's All Right for Love
- Tonite Tonite
- Too Much
- Too Much Monkey Business
- Treat Me Nice
- Trouble
- True Love
- True Love Travels on a Gravel Road
- Trying to Get to You
- Tumblin' Tumbleweeds
- Turn Around, Look at Me
- Turn Your Eyes Upon Jesus
- Tutti Frutti
- Tweedle Dee
- The Twelfth of Never
- Twenty Days and Twenty Nights

## U
- U.S. Male
- Unchained Melody
- Until It's Time For You To Go
- Until Then
- Up Above My Head

## V
- Vino, Dinero Y Amor
- Violet
- Viva Las Vegas

## W
- Walk a Mile in My Shoes
- The Walls Have Ears
- Way Down
- We Call On Him
- We Can Make the Morning
- Wear My Ring Around Your Neck
- Wearin' That Loved On Look
- Welcome to My World
- We'll Be Together
- We're Comin' In Loaded
- We're Gonna Move
- Western Union
- What a Friend We Have in Jesus
- What a Wonderful Life
- What Every Woman Lives For
- What Now My Love
- What Now, What Next, Where To
- What'd I Say
- What's She Really Like
- Wheels on My Heels
- When God Dips His Love in My Heart
- When I'm Over You
- When Irish Eyes Are Smiling
- When It Rains It Really Pours
- When My Blue Moon Turns To Gold Again
- When the Saints Go Marchin' In
- When the Snow Is on the Roses
- When the Swallows Come Back To Capistrano
- Where Could I Go But to the Lord
- Where Did They Go, Lord
- Where Do I Go From Here
- Where Do You Come From
- Where No One Stands Alone
- The Whiffenpoof Song
- A Whistling Tune
- White Christmas
- Who Am I
- Who Are You (Who Am I)
- Who Needs Money
- Whole Lotta Shakin' Goin' On
- Why Me, Lord
- Wild in the Country
- Winter Wonderland
- Wings of an Angel (The Prisoner's Song)
- Wisdom of the Ages
- Witchcraft (Bartholomew/King)
- Witchcraft (Leigh/Coleman)
- With a Song in My Heart
- Without a Song
- Without Him
- Without Love (There Is Nothing)
- (It Wouldn't Be the Same) Without You
- Wolf Call
- Woman Without Love
- The Wonder of You
- Wonderful World
- The Wonderful World Of Christmas
- Wooden Heart
- Words
- Working on the Building
- A World of Our Own
- Write to Me from Naples

## Y
- The Yellow Rose of Texas
- Yesterday
- You Asked Me To
- You Belong to My Heart
- You Better Run
- You Can Have Her
- You Can't Say No in Acapulco
- You Don't Have to Say You Love Me
- You Don't Know Me
- You Gave Me a Mountain
- You Gotta Stop
- You'll Be Gone
- You'll Never Walk Alone
- You'll Think of Me
- Young and Beautiful
- Young at Heart
- Young Dreams
- Young Love
- Your Cheatin' Heart
- Your Love's Been a Long Time Coming
- Your Time Hasn't Come Yet Baby
- You're a Heartbreaker
- You're the Boss
- You're the Reason I'm Living
- You've Lost That Lovin' Feelin'

```
Total: 854 chansons
```